# 坎北街道
坎北街道是中华人民共和国江苏省盐城市滨海县下辖的一个街道办事处。
2015年1月9日，江苏省人民政府批复同意撤销东坎镇，以原东坎镇环城、二坎、孟杨3个居委会和长法、肖港、果林、吕滩、益礼、西坎、响坎、中山河8个村委会区域设立坎北街道办事处，街道办事处驻环城居委会世纪大道路1号。

## 行政区划
坎北街道下辖以下村级行政区划单位：
孟杨社区、环城社区、益礼村、中山河村、西坎村、响坎村、吕滩村、长法村、肖港村、果林村和二坎社区。